# Kleinsporige kussentjeszwam
De kleinsporige kussentjeszwam (Trichoderma minutisporum) is een schimmel die behoort tot de familie Ophiocordycipitaceae. Hij komt voor in loofbossen. Hij leeft saprotroof op hout. Hij komt voor van september tot november.

## Kenmerken
De stromata begint als een wit mycelium, wordt compacter en verkleurt naar rozebruin, bruinoranje, lichtbruin of roodbruin, met of zonder witte rand. De peritheciën zijn ellipsvormig, kolfvormig of bolvormig en meten (190–) 210–270 (–320) × (115–) 130–200 (–240) μm. 
In aseksuele toestand heeft hij de kleur turkooisgroen.
De ascus telt 16 sporen van ongelijke grote. De ascosporen zijn hyaliene en wrattig. In de bovenste gedeelte zijn ze (3,7–) 4–4,8 (–6) × (3,2) 3,5–4 (–5) µm en in de onderste gedeelte (4,2–) 4–6 (–7,2) × (2,7–) 3–3,5 (–4) µm.

## Verspreiding
De kleinsporige kussentjeszwam komt met name voor in Europa en Noord-Amerika. In Nederland komt de kleinsporige kussentjeszwam zeldzaam voor.